# Трьохсотріччя Дому Романових (яйце Фаберже)
«Трьохсотріччя Дому Романових» — ювелірне великоднє яйце виготовлене фірмою Карла Фаберже. Присвячене 300-річчю правління Дому Романових.